# Gud har 99 namn (utställning)
Gud har 99 namn – endast kameler vet det hundrade var en vandringsutställning som producerades av Kulturhuset i Stockholm och den statliga myndigheten Riksutställningar med flera samarbetspartners. Den vände sig till ungdomar och vuxna och handlade om det mångreligiösa Sverige vid millennieskiftet.

## Bakgrund
Initiativtagaren till Gud har 99 namn var journalisten och filmaren Görel Byström Janarv och journalisten och författaren Ann Lagerström. Görel Byström var en av författarna bakom boken med samma namn, 1997, som också blev en tv-serie. Byström Janarvs och Lagerström ambition med utställningen Gud har 99 namn var att ge besökaren en resa genom ett Sverige som, enligt författaren, allt för få kände till.
Resan skulle ge ny kunskap om de villkor som gällde i ett mångkulturellt samhälle kring sekelskiftet, liksom inspiration till egna upptäckter på temat religion och integration i ett land som inte längre präglades av kristendom utan en mängd andra världsuppfattningar.Byström Janarv och Lagerström ville genom sitt arbete skapa en större förståelse mellan de olika trosuppfattningarna och de nya kulturmönstren som hade växt fram i Sverige. Enligt henne behövdes vid sekelskiftet nya mötesplatser för samtal kring människans livsvillkor och existens.

Görel Byström Janarv redogjorde för sina tankegångari boken Gud har 99 namn – En guide till det mångreligiösa Sverige, utgiven på Utbildningsradions förlag 1997:
/.../Det finns ett Sverige som få känner till: det mångreligiösa Sverige, med nästan en miljon människor för vilka tron spelar en avgörande roll, inte bara någon enstaka helg, utan veckans alla dagar. Framöver kommer vi allt oftare att konfronteras med dessa människor. Kommer vi att klara det, vi som lever i världens mest sekulariserade land? Ett är säkert. Den religiösa kartan stämmer inte längre. Det är dags att uppdatera sig.
/.../Som journalist specialiserad på religion och livsåskådning har jag ofta drömt om en lustfylld religionsbok, en handbok som visar vilka äventyr som väntar runt hörnet nästan var man än bor, en guide som går köksvägen till samtalen om de eviga frågorna. Vår förhoppning är att boken kommer att brukas, tummas och slitas. Att den blir en kontaktförmedling. Mångkulturell och gränsöverskridande.

Så här beskrevs utgångspunkten för arbetet med den nya utställningen av Riksutställningars tidning, nr 3 1999:
År 2000 – Millennieskiftet – är en magiskt laddad tidströskel, men samtidigt firas över hela landet fyra andra nyår kopplade till de stora världsreligionernas tidräkning, 1420... 1700... 2056... 5760. Hur ska vi lära oss att leva tillsammans med olika världsuppfattningar? Hur byter vi konflikt och misstro mot dialog och ömsesidig respekt? Dessa frågor blir en stor utmaning inför det nya millenniet.

## Tema
Gud har 99 namn ville vara en interaktiv utställning som visade att det fanns olika sätt att leva i och uppfatta ett Sverige som präglades av många olika religioner. Som exempel på trosuppfattningar som hade spritt sig över hela jorden presenterades de sex världsreligionerna buddhism, judendom, islam, sikhism, kristendom och hinduism genom sju teman: tid, plats och ord, mat och fest, död, kläder, tempel, dialog.

I programförklaringen för Gud har 99 namn stod bland annat följande:
Sverige är idag världens mest sekulariserade land./.../Syftet med projektet Gud har 99 namn är att skapa mötesplatser och större förståelse för olika sätt att vara, tänka och tro.”

## Produktion
Gud har 99 namn var en samproduktion mellan Kulturhuset i Stockholm, Riksutställningar och stiftelsen World Wide Wisdom med stöd av Stiftelsen framtidens kultur, Millenniekommittén, Forum för världskultur, Integrationsverket, Sensus studieförbund, Integrationsförvaltningen, Ungdomsstyrelsen, Utbildningsradion och Svenska institutet.
Utställningen konstruerades som en tältstad med torg och tält för varje världsreligion och ett sjunde tält för nyandliga idéer. Personliga guider hjälpte besökaren att praktiskt bekanta sig med de olika religionerna, bland annat fanns möjligheten att få testa sin ”festprofil”, prova religiösa kläder och tillverka sin egen turban eller ett altarskåp.
Monterad krävde utställningen Gud har 99 namn 200 till 300 kvadratmeter i golvyta och en takhöjd på cirka tre meter.
Som marknadsföring av Gud har 99 namn producerades faktablad, två sorters affischer, vernissagekort, flyers/vykort, skolinformation, bok och video ”Gud har 99 namn”, cd-skiva med titeln ”Gud har 99 namn”, som innehöll 15 musikaliska verk som representerade olika kulturer och trosuppfattningar.

### 200 guider
En viktig del av utställningen var de 200 guiderna med bakgrund i olika trosuppfattningar. De hade utbildats för att kunna ledsaga besökarna genom Gud har 99 namn, men även ge vägvisning till lokala religiösa platser. Guiderna hade valts ut för att representera en så stor religiös mångfald som möjlig, de yngsta var högstadielever och bland de äldre fanns doktorander i religionshistoria. Det ansågs vara viktigt att guiderna var unga, mellan 16 och 30 år, eftersom en utställningen i hög grad vände sig till skolklasser. Arrangörerna hoppades att guidernas skilda uppfattningar och bakgrunder skulle berika utställningen, genom att de i mötet med varandra fick möjligheten att diskutera sin syn på tro och tillvaro. Bland annat firade guidegruppen varandras högtider och besökte tempel, moskéer och kloster och andra typer av gudstjänstlokaler som representerade de olika religionerna.
Enligt boken Kultur i rörelse – en historia om Rikstutställningar och kulturpolitiken gav besökarnas utvärderingar beröm till guiderna för deras kunskaper och entusiasm.

Så här beskrevs deras arbete i Dagens Nyheter, 2000-02-11:
Noa är jude, Shiroma buddist och Anna privatreligiös. På Kulturhusets utställning ”Gud har 99 namn” ska de och ytterligare 22 troende guida i de sex världsreligionerna. I ett års tid har de utbildats i religiösa seder och riter. De har fått lära sig att vira sikhisk turban, linda sari, och offra hinduiska blommor. De har besökt den sikhiska Gurdwaran i Tullinge, det hinduiska templet i Solna och den helige Botvids kyrka i Fittja. De har klätt sig i hinduiska kläder och ätit judiskt bröd. Nu ska de guida mig till en synagoga, en moské och ett buddistiskt tempel.
Programmet utformades till stor del efter de lokala utställningsplatsernas möjligheter. Programpunkterna kunde bestå av: 
- ” Res religionerna runt – guidade turer till fots eller i buss till lägenhetstempel, källarmoskéer, synagogor, gurdwaras, kloster eller andra religiösa samlingsplatser.”
- ”Döden tur och retur – ofta guidade turer till en- eller mångreligiösa begravningsplatser.”
- ”Livsåskådningsseminarier – träffpunkter för intresserade som ville samtala om viktiga ämnen som livet, kärleken och Guds existens.”[10]

### Gud som ljud
Urvalet på cd:n Gud har 99 namn gjordes av Mats Einarsson, bland annat producent för Sveriges Radio, som i skivans förord skriver:
Denna skiva har titeln ”Gud har 99 namn”. Ett uttryck hämtat från de muslimska sufiernas ritual där man uttalar och i trans upprepar de 99 skönaste namnen på Gud.

#### Verklista
1. Grekisk-ortodox julhymn: ”Iriniká”, 3.11.
2. Hinduisk dhrupadsång. Inledning från ”Raga kedar”, 5.18.
3. Katolsk mässosång: ”Introitu”, 3.00.
4. Två maronitiska julhymner: ”Ta niwar”, 1.59; ”Yawno Tlito”, 1.59.
5. Japansk buddhistisk ceremoni. Del av ”Dai hannya tendoku”, 5.39.
6. Muslimsk sufisång: ”Sahib teri bandi”, 12.24.
7. Romsk sång: ”El cami de damasc”, 3.49.
8. Sydafrikansk gospel: ”Mathata a lefasa”, 3.08.
9. Muslimsk sufisång: ”Muwashshah: Yâ'âshiqa l-mustafä”, 3.35.
10. Sikhisk hymn: ”Tum karo daya mere sai”, 4.37.
11. Två protestantiska koraler: ”Du heilige brunst, süsser trost”, 1.34; ”Jesus Christus, unser Heiland”, 1.07.
12. Judisk synagogal sång: ”Kol nidrei”, 5.36.
13. Tibetansk buddhistisk hymn: ”Dag shen ma”, 4.42.
14. Östkristen påskhymn: ”Wa habibi”, 2.46.
15. Judisk sefardisk sång: ”Kochav tzedek”, 6.01.[11]

### På resande fot
Gud har 99 namn blev på kort tid fullbokad och därför fattades beslut om att producera en komprimerad version: Gud har 99 namn – på resande fot. Utställningens sex tält blev i den mindre varianten sju resväskor och sex av dem fick representera var och en av världsreligionerna. Innehållet bestod av föremål som fick symbolisera de olika religionerna och som besökaren uppmanades att undersöka och prova. Den sjunde väskan var tom, vilket fick symbolisera besökarens personliga syn på religion, och vilka föremål som kunde tänkas passa som representanter för den egna tron och uppfattningen av tillvaron.
Den här utställningsformen kallades för ”satelliter” och utvecklades för flera av Riksutställningars produktioner, förutom för Gud har 99 namn också för vandringsutställningen Kulor, krus och kaviar.
De små versionerna av de stora vandringsutställningarna var ett resultat av den förändrade inriktningen för Riksutställningar på 1990-talet. Direktivet var att koncentrera myndighetens resurser till färre men mer komplexa projekt, vilket resulterade i utställningar som ofta krävde stora lokaler och kostade mer att hyra än tidigare. Satellitutställningar var ett sätt att komprimera innehållet så att det blev lättare och frakta och nådde en större publik än det annars skulle ha gjort.
Gud har 99 namn på resande fot bestod av två enkla moduler i metall där väskorna hängdes upp under en baldakin med silverfärgade fransar. Väskorna var enhetligt utformade, det enda som skiljde dem åt var innehållet och de fördjupningar som krävdes inuti väskan för att de olika föremålen skulle rymmas. En utförlig monteringsanvisning togs fram för att den lokala arrangören skulle kunna montera utställningen efter skriftliga instruktioner och illustrationer i form av bilder och skisser.
Gud har 99 namn – på resande fot var ett samarbete mellan Riksutställningar och stiftelsen World wide visdom med stöd av Stiftelsen framtidens kultur, Forum för världskultur, Sveriges kyrkliga studieförbund, Folkets hus och parker, Sensus Studieförbund. Gud har 99 namn – på resande fot blev även den fullbokad under de tre år den turnerade och besöksantalet beräknades till 25 000 personer.
Efterfrågan gjorde att utställningsperioderna förlängdes för båda versionerna av Gud har 99 namn.

### Produktionsteamet
- Initiativtagare och konstnärlig ledare: Görel Byström Janarv.
- Projektledare: Ingemar Arnesson.
- Utställningskoordinator/turnéansvarig: Birgitta Nåsby.
- Ansvarig tekniker: Karl-Gustav Jönsson.
- Utställningsarkitekt: Filippa S. Karlsson.[2]

Värt att notera är att Gud har 99 namn först fick tummen ner av Riksutställningar. Görel Byström och journalisten och projektkollegan Ann Lagerström skickade i mars 1998 in en första ansökan. Riksutställningars Magnus af Petersens, projektledare, och Ewa Grimlund, t.f. utställningschef svarade så här:
/...Tyvärr har vi valt att tacka nej, trots att det är ett spännande och lovande projekt. Vårt beslut grundar sig på att vårt program till stor del är lagt för 1998 och 1999 och vi måste prioritera de projekt vi redan påbörjat. Vi tackar för visat intresse och hoppas att projektet ändå går att genomföra.

## Turnén
Gud har 99 namn invigdes 12 februari 2000 på Kulturhuset i Stockholm och turnén sträckte sig sedan över ytterligare tolv orter innan den avslutades på Dunkers kulturhus i Helsingborg 16 februari 2003 . Gud har 99 namn – på resande fot turnerade 1 oktober 2000 till 19 februari 2006 innan den upplöstes. Sedan 2004 finns den stora utställningen placerad i en permanent visningslokal i Göteborg, efter att den hade övertagits av Sensus studieförbund.
Nedan listas de orter och datum för Gud har 99 namn som hämtats från Riksutställningars arrangörsrapporter ur myndighetens eget arkiv.

### 2000
- Stockholm, Kulturhuset, 12/2-23/4, 2000
- Katrineholm, Katrineholms konsthall, 17/9-29/10 2000

### 2001
- Rydal, Rydals museum, 12/11-7/1 2001
- Landskrona, Landskrona museum, 21/1-4/4 2001
- Malmö, Malmö stadsmuseum, 18/3-29/4 2001
- Sundsvall, Sundsvalls museum, Kulturmagasinet, 11/8-23/9 2001
- Karlstad, Värmlands museum, 20/10-18/11 2001

### 2002
- Kristianstad, Regionmuseet i Skåne, 27/1-10/3 2002
- Södertälje, Södertälje konsthall, 23/3-18/5 2002
- Norrköping Arbetets museum, 29/9-24/11 2002
- Skellefteå, Skellefteå museum, 4/8-15/9 2002
- Uppsala, Storgården, Gamla Uppsala, 1/12-13/1 2002

### 2003
- Helsingborg, Kulturhuset Dunkers, 4/1-16/2 2003

## Reaktioner
DN på stan om Gud har 99 namns guideutbildning, februari 2000: 
Noa är jude, Shiroma buddist och Anna privatreligiös. På Kulturhusets utställning ”Gud har 99 namn” ska de och ytterligare 22 troende guida till de sex världsreligionerna. I ett års tid har de utbildats i religiösa seder och riter./.../– Att göra som vi har gjort, att känna atmosfärerna och uppleva det vardagliga, tror jag är ett bra sätt att förstå religion, säger Anna [Heymowska]. Just att stiga in i moskén, känna lukten och höra rösterna gör att man får en bild som aldrig kan skapas av en lärobokstext.
Månadsjournalen om cd-skivan Gud har 99 namn, 2001-02-16: 
/.../där maronitiska hymner, hinduistisk dhrupadsång, sydafrikansk gospel, protestantiska koraler och katolsk mässosång samlats till en fullständigt sanslös och oemotståndlig blandning. Cd:n har kommit till som ett komplement till den stora utställningen Gud har 99 namn, om de stora världsreligionerna/.../
Norrköpings Tidningar om Gud har 99 namn – på resande fot, 2001-04-19:
Det är en genomdesignad men ändå inte påträngande utställning. Här finns mängder med information på papper som man kan ta till sig: ett symbollexikon där man kan få reda på vad alla, numera väldigt varierande, symboler i dödsannonserna står för, man kan kolla vilka fester och högtidligheter man firar för att eventuellt pejla sin egen andliga tillhörighet: firar du askonsdagen, Ganesha Cathurti eller älgjakten./.../
Skånska Dagbladet om Gud har 99 namn, 2003-10-04:
Varför har vissa människor turban? Varför äter inte en majoritet av jordens befolkning hamburgare? Kan en distriktsläkare i Sverige bära kippa? Frågorna och funderingarna kring religionen är många men i riksutställningen ”Gud har 99 namn” ges många svar, men kanske föds ytterligare funderingar kring trons betydelse i vårt samhälle.
Så här beskrev Görel Byström Janarv några av reaktionerna på utställningen:
”Hela terminens religionstimmar på en dag”, ansåg en gymnasieklass och deras lärare från en Stockholmsförort att de fick genom sitt besök i utställningen. Pedagogiken i projektet och utställningen var att närma sig religionerna genom tingen, det vardagliga, som en väg att närma sig det inre och djupa, leta sig bakom det konkreta och visuella. Enligt Kyrkans tidning var projektet ett folkbildningsarbete med nya redskap. För vissa var utställningsformen med alla sina ting väl lättsinnig. ”Jag tycker inte att bråten är en omväg utan en genväg. Man kan jämföra med Antikrundan i tv – att visa upp föremål som berättar något om människors liv och har en historia väcker alltid intresse.

## Ekonomi
Det totala produktionskostnaden för Gud har 99 namn beräknades till 484 000 kronor. De olika delkostnaderna angavs till:
- Rekvisita: 60 000 kronor.
- Byggnation: 297 000 kronor.
- Ljusteknik: 44 000 kronor.
- Fotografier och montering: 83 000 kronor.[2]

Den totala produktionskostnaden för Gud har 99 namn – på resande fot beräknades till 292 000 kronor.